# Bataille d'Elands River (1900)
Cet article concerne la bataille de 1900. Pour la bataille de 1901, voir Bataille d'Elands River.
Seconde guerre des Boers
Batailles
Raid Jameson (décembre 1895 - janvier 1896)
- Doornkop

Front ouest (octobre 1899 - juin 1900)
- Kraaipan
- Belmont
- Graspan
- Modder River
- Stormberg
- Magersfontein
- Kimberley
- Paardeberg
- Poplar Grove
- Driefontein
- Sand River
- Mafeking
- Doornkop
- Biddulphsberg
- Lindley
- Diamond Hill

Front est (octobre 1899 - août 1900)
- Talana Hill
- Elandslaagte
- Rietfontein
- Bataille de Ladysmith
- Colenso
- Spion Kop
- Vaal Krantz
- Siège de Ladysmith
- Libération de Ladysmith
- Bergendal

Raids et guérillas (mars 1900 - mai 1902)
- Sanna's Post
- Mostertshoek
- Jammerbergdrift
- Roodewal
- Bothaville
- Leliefontein
- Nooitgedacht
- Vlakfontein
- Groenkloof
- Elands River
- Bloedrivier Poort
- Bakenlaagte
- Groenkop
- Tweebosch
- Rooiwal

La bataille d'Elands River en 1900 est un affrontement de la seconde guerre des Boers qui prend place entre le 4 et le 16 août 1900 au Transvaal, à Brakfontein Drift près de la rivière Elands. Il oppose deux à trois mille Boers à une garnison de cinq cents hommes, des Australiens, des Canadiens, des Rhodésiens du Sud et des Britanniques, chargés de protéger un dépôt d'apprivionnement établi sur la route reliant Mafeking à Pretoria. Les forces boers, des kommandos pour l'essentiel, dirigées par Koos de la Rey, ont désespérément besoin de provisions après les précédents affrontements qui les ont coupés de leur base. Les Boers décident d'attaquer la garnison afin de se saisir du matériel qu'elle garde.
Pendant treize jours, le dépôt d'Eland River est bombardé par plusieurs pièces d'artillerie installées autour de la position, tandis que les Boers, équipés d'armes légères et de mitrailleuses, encerclent la garnison et maintiennent les défenseurs sous le feu. Inférieurs en nombre et isolés, ces derniers sont sommés de se rendre, mais ils refusent.
Le siège est levé lorsqu'une colonne de dix mille hommes, conduite par Herbert Kitchener, vient en renfort. Elle disperse les forces ennemies, mais cela l'éloigne de sa mission première qui est de capturer le commandant boer Christiaan de Wet, qui peut ainsi échapper aux Britanniques.

## Contexte
Les premiers mois de la seconde guerre des Boers sont caractérisés par l'engagement à grande échelle de forces conventionnelles d'infanterie par les Britanniques, qui subissent de lourdes pertes face aux forces très mobiles des Boers. Par la suite, grâce à une série de contre-offensives de troupes d'infanterie montée, composées notamment d'Australiens et de Canadiens, les Britanniques réussissent à s'emparer des principales villes d'Afrique du Sud et à les sécuriser en juin 1900. Privées d'accès à leurs bases de ravitaillement, la plupart des forces boers se rendent. Mais, ne respectant pas la promesse de ne plus se battre, qui leur avait permis d'être libérés, beaucoup des combattants rendus à la vie civile s'engagent dans une campagne de guérilla. Opérant par petits groupes, les kommandos boers attaquent les colonnes militaires et les lignes de ravitaillement, tendent des embuscades et lancent des raids contre les garnisons isolées et les dépôts de matériel.
Les Britanniques, comme mesure défensive visant à protéger la route entre Mafeking et Pretoria, installent une garnison près de la rivière Elands. Elle est positionnée près de Brakfontein Drift, à environ 35 kilomètres à l'ouest de Pretoria et un entrepôt sert à fournir les troupes en opérations dans la zone ainsi que de point de repère sur la route entre Rustenburg et Zeerust. Vers le milieu de l'année 1900, les réserves du dépôt d'Elands Rivers comprennent entre 1 500 et 1 750 chevaux, mules et têtes de bétail, une grande quantité de munitions, de la nourriture et d'autres équipements pour une valeur de 100 000 livres sterlings, et plus de cent chariots,. La garnison destinée à les sécuriser est disposée dans plusieurs positions, y compris alentour, à l'extérieur.
La principale position est une ferme, située à un kilomètre de la rivière, sur une petite crête et deux autres positions sont établies sur des collines au sud, plus proches de la rivière ; elles seront, plus tard, appelées Zouch's Kopje et Butters' Kopje. La zone est traversée par deux cours d'eau, la Brakspruit au nord, et la Doornspruit au sud, qui se jettent toutes deux dans l'Elands. Une ligne de télégraphe court le long de la route de Zeerust à Rustenburg ; elle traverse la rivière via un gué situé à environ un kilomètre à l'ouest de la ferme. Au nord, au sud et à l'ouest, le terrain descend en direction de la rivière et de la vallée du Reit qui s'ouvre vers Zeerust, à cinquante kilomètres de là. À l'est le terrain s'élève jusqu'à un sommet nommé Cossack Post Hill qui est utilisé pour faire parvenir des messages à Rustenburg grâce à un héliographe.

## Prémices

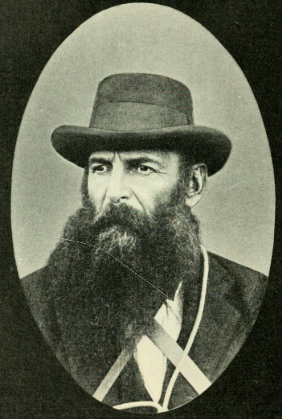
Koos de la Rey en 1902.

Le 3 août, un convoi de quatre-vingts chariots de marchandises, en provenance de Zeerust, arrive à Elands River, où il attend son escorte, qui doit venir de Mafeking ; il s'agit d'une colonne, commandée par Frederick Carrington (en), composée de mille hommes du New South Wales Imperial Bushmen (en), un régiment australien, appuyés par des troupes irrégulières d'Afrique du Sud. 
À la recherche de ravitaillement, les forces boers décident d'attaquer. Avant cela, la garnison, informée de l'imminence de l'assaut, fortifie ses positions. Elle établit un périmètre défensif avec des chariots pour créer des barricades ; elle ne creuse pas de tranchées car le sol est dur et les outils manquent,. Les hommes sont au nombre de cinq cents. La majorité sont des Australiens, 105 membres du New South Wales Citizen Bushmen, 141 du Queensland Citizen Bushmen, 42 venus de Victoria, 9 soldats du 3e Bushmen Regiment et 2 venus de Tasmanie. On compte en outre 201 Rhodésiens de la British South Africa Police et du Rhodesia Regiment, des volontaires venus de Rhodésie du Sud et du Bechuanaland, aux côtés de trois Canadiens et trois Britanniques. C'est un officier de Grande-Bretagne, le lieutenant-colonel Charles Hore, qui commande l'ensemble. L'appui feu est constitué d'une ou deux mitrailleuses Maxim et d'un antique canon de montagne de sept livres, doté d'une centaine de munitions,. Outre les soldats, les défenseurs peuvent compter sur les civils, essentiellement des Africains travaillant comme porteurs et conducteurs de chariot, ainsi que sur une trentaine de colons loyalistes venus de leurs fermes avant d'en être évacués. 
Les Boers sont forts de deux à trois mille hommes, des kommandos de Rustenburg, Wolmaransstad et Marico, composantes de la South African Army, sous le commandement des généraux Koos de la Rey et Hermanus Lemmer. L'équipement d'appui feu est composé de cinq ou six canons de douze livres pour les tirs indirects, de trois canons de 1 livre QF, surnommés pom-poms, utilisés pour le tir rapide en visée directe et de deux mitrailleuses.

## Bataille

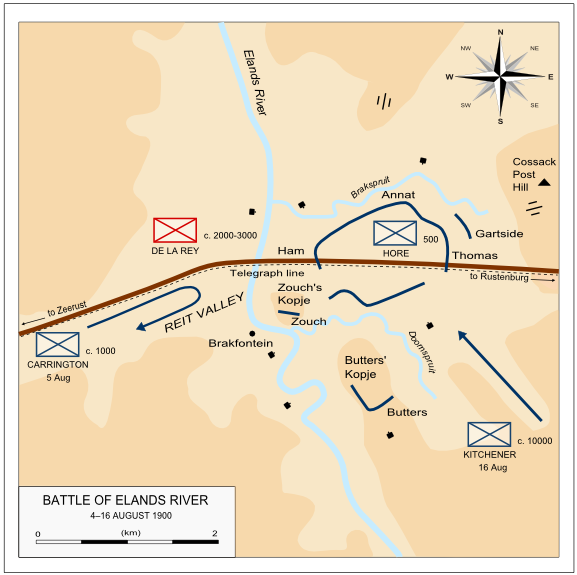
Schéma de la bataille d'Elands River, du 4 au 16 août 1900, montrant la position des forces en présence et leurs mouvements.

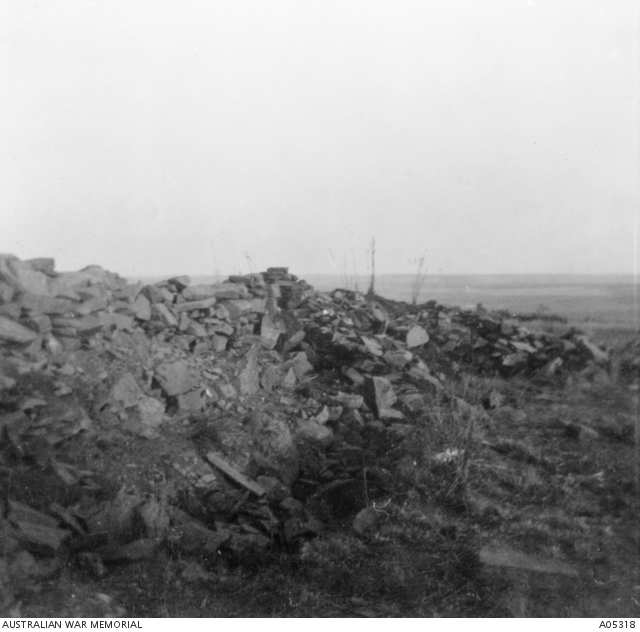
Muret de protection (sangar) élevé par les défenseurs, photographié un an après l'affrontement.

Les Boers encerclent la garnison durant la nuit, alors que les hommes qui la composent sont en train de chanter autour de leurs feux de camp et déclenchent l'attaque le matin du 4 août, au moment où les défenseurs prennent leur petit-déjeuner, par des tirs venant des tireurs embusqués sur les bords de la rivière. Un feu d'artillerie suit. Un pom-pom et un canon de douze livres engagent un des avant-postes au sud-ouest, depuis une position retranchée située à 2,7 kilomètres de l'autre côté de la rivière, tandis que la position principale est attaquée par trois canons lourds positionnés à l'est et par une mitrailleuse Maxim, ainsi que par des tireurs d'élite, un canon pom-pom et une autre pièce d'artillerie, depuis plusieurs positions au nord-ouest, à environ 1,8 kilomètre de distance. Une troisième position de tir, à environ 3,9 kilomètres, comportant une pièce d'artillerie et un pom-pom, engage la garnison depuis les hauteurs surplombant la rivière à l'ouest. En réponse, les servants du canon de montagne détruisent une ferme d'où tirent les Boers, mais l'arme est rapidement hors d'état. Le tir de barrage des Boers, 1 700 obus environ, dévaste les enclos et tue environ 1 500 chevaux, mules et autres têtes de bétail,. Ceux restants sont libérés pour éviter une charge d'animaux affolés. La ligne de télégraphe et de nombreux bâtiments sont détruits, outre les pertes humaines.
Dans un effort pour réduire les canons au silence, un petit groupe de Queenslanders, sous les ordres du lieutenant James Annat, charge sur 180 mètres une position d'un pom-pom boer, obligeant les attaquants à se retirer,. Les autres canons restent néanmoins en action et le tir de barrage continue toute la journée, se ralentissant à la tombée de la nuit. Les défenseurs profitent du bref répit pour creuser des tranchées à l'aide de leurs baïonnettes, et pour évacuer les carcasses des animaux morts. Les pertes durant le premier jour s'élèvent à, au moins, vingt blessés et huit morts.
Le matin suivant du 5 août, les canonniers boers continuent leurs tirs mais leurs effets sont plus limités grâce aux défenses creusées durant la nuit. Environ huit cents munitions sont utilisées durant le deuxième jour, portant le total à 2 500 obus tirés en deux jours. Plus tard dans la même journée, la colonne de mille hommes conduite par Carrington est prise dans une embuscade boer, cette dernière commandée par Lemmer, à environ trois kilomètres à l'ouest de la position principale, et, quoique ses perte ne soient « que » de dix-sept blessés, Carrington choisit de se replier. Cette embuscade est facilitée par l'inefficacité des éclaireurs de Carrington. La colonne, par la suite, détruit des dépôts à Groot Marico, Zeerust et Ottoshoop afin qu'ils ne tombent pas entre les mains des Boers, quoiqu'une grande quantité de fournitures reste stockée en plusieurs endroits, tel Zeerust, dont s'emparent les Boers. Carrington choisit de faire replier ses forces à Mafeking, mais cette décision entache sa réputation parmi ses soldats, notamment les Australiens.
Lorsqu'il constate que les renforts sont repoussés, Koos de la Rey, cherchant à mettre fin au siège avant qu'une autre force de relève soit envoyée, ordonne à ses hommes de cesser le feu et envoie un messager demandant à la garnison de se rendre, ce qu'elle refuse. Le bombardement reprend alors, et continue toute la nuit. Les défenseurs continuent à renforcer leurs positions, construisant des murets de protection (sangar) en pierre et creusant plus profondément leurs tranchées et renforçant le tout avec des caisses, des sacs et des roues de chariot. Du bois, provenant des chariots, est utilisé pour des protections hautes des positions, dont plusieurs sont reliées par des tunnels. Une cuisine est également mise en place, ainsi qu'un hôpital de fortune, au centre de la position, à l'aide de plusieurs ambulances renforcées par des chariots remplis de terre et de divers matériaux. Les défenseurs réparent leur canon de montagne, mais ils ne peuvent l'utiliser qu'avec parcimonie à cause du manque de munitions.
Après le violent bombardement initial, au troisième jour du siège, les canonniers ralentissent le rythme des tirs car ils sont en train de détruire les marchandises dont ils essaient de s'emparer. Les Boers maintiennent cependant un feu roulant avec des armes de petit calibre, obligeant les défenseurs à rester tapis durant les périodes diurnes de chaleur intense ; cette chaleur accélère la décomposition des animaux morts et l'odeur est très forte. Il n'y a pas de source d'eau à l'intérieur des positions retranchées et le capitaine Sandy Butters, un officier rhodésien qui commande l'avant-poste le plus au sud, à Butter's Kopje, est envoyé la nuit pour recueillir de l'eau dans l'Elands, à environ huit cents mètres de là. Durant plusieurs occasions, pendant ces sorties, des échanges de tirs ont lieu, et les assiégés doivent se battre pour pouvoir revenir à leur base. De la Rey choisit de ne pas lancer un assaut direct sur les positions ennemies afin de minimiser ses pertes. Les flancs est et sud sont bien protégés, et il estime qu'une approche par le sud-ouest offre les meilleures chances de succès. Les Boers essaient de s'emparer du kopje au sud de la Doornspruit deux nuits consécutives, les 6 et 7 août dans la volonté de couper les défenseurs de leur alimentation en eau ; les Rhodésiens, commandés par Butters, apportent une aide en tirant depuis leur position de Zouch's Kopje, près de la confluence entre la rivière Elands et la Doornspruit, et ils parviennent à repousser les deux attaques. Deux mille Boers participent à ces attaques et, la seconde nuit, ils essaient d'avancer cachés derrière un troupeau de moutons et de chèvres. Le 8 août, l'hôpital est touché par un tir d'artillerie, bien qu'il porte un drapeau avec une croix rouge. Un obus le frappe, blessant encore plus ceux qui étaient en train de se faire soigner.
Au bout de cinq jours, Koos de la Rey appelle de nouveau les assiégés à la reddition car il craint sans doute l'arrivée de renforts. Le message est réceptionné par Charles Hore vers 9 h le cinquième jour du siège, après plusieurs heures de tirs d'artillerie. Il souffre de la malaria dès avant le siège et il est resté confiné la majeure partie du temps. Le commandement effectif est, de ce fait, assuré par le Major Walter Tunbridge (en), des Queensland Citizen Bushmen. Après avoir reçu le message, Charles Hores se concerte avec les autres officiers et Tunbridge, à ce moment, lui dit que les Australiens refusent de se rendre. Afin de montrer le respect qu'il porte à la défense de la garnison, de la Rey offre un sauf-conduit vers les lignes britanniques, acceptant même de permettre aux officiers de conserver leurs révolvers afin qu'ils puissent quitter le champ de bataille avec dignité. L'offre est repoussée une fois de plus et Hore aurait déclaré : « Je ne peux me rendre. Je dirige des Australiens qui me couperaient la gorge si je le faisais. » Sandy Butters adopte une attitude similaire, criant à plusieurs reprises en direction des Boers que « les Rhodésiens ne se rendent jamais, ! »
Cet épisode à Brakfontein sur la rivière Elands est l'un des plus beaux faits d'armes de la guerre. Les Australiens ont été tellement disséminés [dans différentes unités] pendant la campagne que, bien que leur vaillance et leur efficacité aient été universellement reconnues, ils n'ont pu réaliser un grand exploit qui leur soit propre. Mais aujourd'hui, ils peuvent considérer Elands River avec autant de fierté que les Canadiens considèrent Paardeberg… ils ont juré de mourir avant que le drapeau blanc ne flotte au-dessus d'eux. Ainsi, la chance a tourné, comme elle tournera encore lorsque des hommes courageux montreront leurs dents… lorsque les auteurs de ballades australiennes chercheront un sujet, qu'ils se tournent vers Elands River, car il n'y a pas eu de meilleur combat pendant la guerre. 
Alors que les affrontements se poursuivent, les Britanniques font une deuxième tentative pour relever la garnison assiégée, envoyant une force d'environ mille hommes sous le commandement de Robert Baden-Powell, depuis Rustenburg, le 6 août. La colonne s'arrête à treize kilomètres, près de la rivière Selous, à environ un tiers du trajet et des éclaireurs sont envoyés. Ils ne parviennent pas à pratiquer une reconnaissance convenable et, à la  mi-journée, Baden-Powell envoie un message au général Ian Hamilton disant que l'expédition est inutile, rappelant les avertissements antérieurs du commandant en chef des forces britanniques en Afrique du Sud, Frederick Roberts, à propos du risque de se retrouver isolé et prétendant avoir entendu des coups de feu à l'ouest, suggérant que la garnison a été évacuée dans cette direction par Carrington. Sur la foi des rapports de Carrington à son retour, les officiers britanniques à Mafeking et Pretoria pensent que la garnison a capitulé et, par conséquent, puisque les forces de Baden-Powell se trouvent à environ trente kilomètres de Brakfontein, Frederick Roberts leur ordonne, ainsi qu'aux troupes d'Hamilton à Rustenburg, de retourner à Pretoria et de se consacrer à la capture de Christiaan de Wet, un important commandant Boer. Plus tard dans la journée du 6 août, Sir Roberts apprend que Carrington n'a pas pu évacuer la garnison d'Elands River ; il ordonne alors à Carrington d'essayer de nouveau.
Le siège se poursuit ; cependant, le nombre des Boers encerclant la garnison diminue, car ils font face à des attaques sur des fermes proches, menées par des Kgatla, qui se révoltent après une série de litiges fonciers. La situation des munitions inquiète aussi Koos de la Rey et, comme il est clair que la garnison continue et continuera à résister, il retire son artillerie avant l'arrivée prévisible d'importantes troupes britanniques. Finalement, il ne reste plus qu'environ deux cents hommes du kommando de Wolmaransstad, le feu boer diminue puis cesse. En retour, les défenseurs envoient des patrouilles d'éclaireurs et mènent des raids nocturnes pour repérer les positions boers. Mais cela ne permet pas de confirmer que les ennemis battent en retraite et les défenseurs restent retranchés, croyant à une ruse visant à les faire sortir,.
Le 13 août, le commandement britannique apprend que la garnison tient toujours lorsqu'un messager assurant la liaison entre les commandants Boers est intercepté,. Deux jours plus tard, 10 000 hommes sous le commandement de  Herbert Kitchener sont envoyés vers Elands River. Comme ils approchent, de la Rey, confronté à un adversaire supérieur en nombre, retire ce qu'il reste de ses forces. Les tirs d'armes légères autour du périmètre cessent totalement le 15 août et la garnison observe la poussière des troupes en train de se retirer. Ce soir-là, un message est envoyé par Charles Hore, porté par quatre Australiens des troupes dirigées par Henry Beauvoir de Lisle, et la colonne de Kitchener arrive le jour suivant, le 16 août. La force de secours de Carrington, qui avait reçu l'ordre de faire une seconde tentative, chemine très lentement et arrive finalement après que le siège ait été levé.

## Suites et conséquences

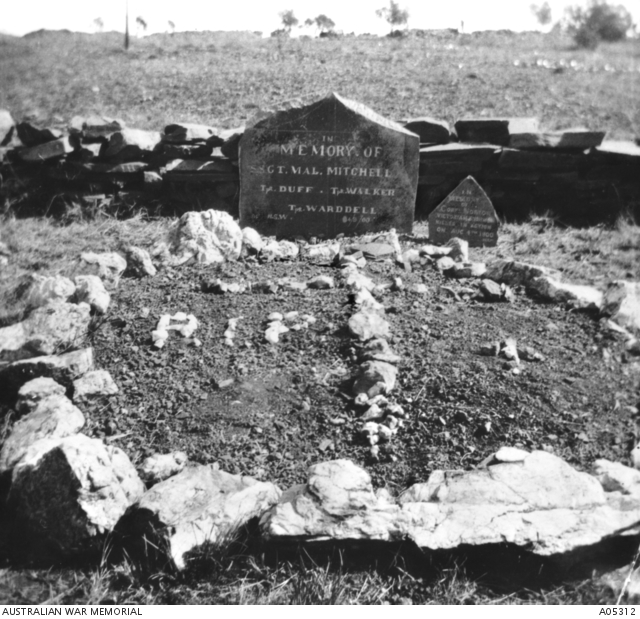
Tombes d'Australiens tués à Elands River (septembre 1901).

Les pertes parmi les défenseurs se montent à douze soldats tués et trente-six blessés. Parmi les douze tués, huit sont australiens. Quatre porteurs africains sont tués et quatorze blessés, et un colon loyaliste européen est blessé. La plupart des blessés sont évacués à Johannesburg. Les animaux payent un lourd tribut, seuls deux cent dix sont sauvés sur, environ, 1 750. Durant le siège, les hommes tués sont enterrés à la hâte, sous le couvert de la nuit, dans un cimetière improvisé. À la fin du conflit, les tombes sont dotées de pierres tombales en ardoise et des rochers blancs les délimitent ; une cérémonie funéraire est organisée. Après la guerre, les corps sont exhumés et ré-inhumés au cimetière de Swartruggens, et des croix individuelles remplacent les pierres tombales collectives. Une de ces pierres tombales est emportée en Australie dans les années 1970 afin d'être exposée au mémorial australien de la guerre.
Quoique le comportement de tous n'ait pas toujours été irréprochable, certains s'étant enivrés durant le siège, Kitchener, commandant de la colonne de secours, dit aux défenseurs que leur défense a été remarquable et que seuls des colons auraient pu tenir bon dans de telles circonstances. La performance de la garnison est également louée par Jan Smuts, commandant en chef Boer. La bataille est décrite par l'historien Chris Coulthard-Clark comme la plus notable concernant l'implication australienne en Afrique australe. L'écrivain Arthur Conan Doyle, qui sert dans un hôpital de campagne à Bloemfontein durant l'année 1900 et qui publie plusieurs récits de guerre par la suite, met en avant la bataille d'Elands River dans son ouvrage The Great Boer War. Le drapeau qui flotte durant le siège est ultérieurement exhibé dans la cathédrale Sainte-Marie-et-tous-les-Saints de Salisbury (actuelle Harare).
Pour leurs actions durant le siège, l'officier rhodésien Sandy Butters et le capitaine Albert Duna, officier médical du Queensland, reçoivent la croix du Distinguished Service Order. Trois soldats, le caporal Robert Davenport et les hommes de troupe Thomas Borlaise et William Hunt, reçoivent la Distinguished Conduct Medal. Borlaise, mineur avant d'être enrôlé, reçoit la médaille pour son travail dans le renforcement des défenses, tandis que Davenport est récompensé pour avoir secouru deux blessés sous le feu ennemi. Inversement, Carrington conserve nominalement le commandement de la force de campagne rhodésienne, devenue une unité fantôme, et il est renvoyé en Angleterre à la fin de l'année.
La bataille a des implications stratégiques. La difficulté rencontrée par les Britanniques à secourir la garnison remonte le moral des Boers, mis à mal par des revers antérieurs, car l'action de secours permet à De Wet d'échapper à la capture dans les montagnes du Magaliesberg, abandonnées par Baden-Powell parti secourir les combattants de Brakfontein. Cela prolonge la guerre, qui se poursuit deux années supplémentaires. Un peu plus d'un an après ces évènements, une autre bataille est livrée, le 17 septembre 1901, la Bataille d'Elands River, près de la ferme de Modderfontein dans ce qui est à l'époque la colonie du Cap, où les forces de Jan Smuts et Deneys Reitz écrasent un détachement du 17th Lancers et s'emparent de leur camp et des approvisionnements qu'il contient.